# Dendra
Dendra (grec: Δενδρά) és un jaciment arqueològic prehistòric situat fora del poble homònim pertanyent al municipi de Midea, a Argòlida, Grècia.
El lloc té una història que es remunta almenys a l'edat de bronze i és significatiu pel cementeri d'aquesta època excavat per l'arqueòleg suec Axel W. Persson en la primera meitat del s. XX. Persson excavà un tolos i moltes tombes de cambra micèniques, segurament pertanyents a les classes dominants que tenien l'habitatge en la ciutadella propera de Midea.

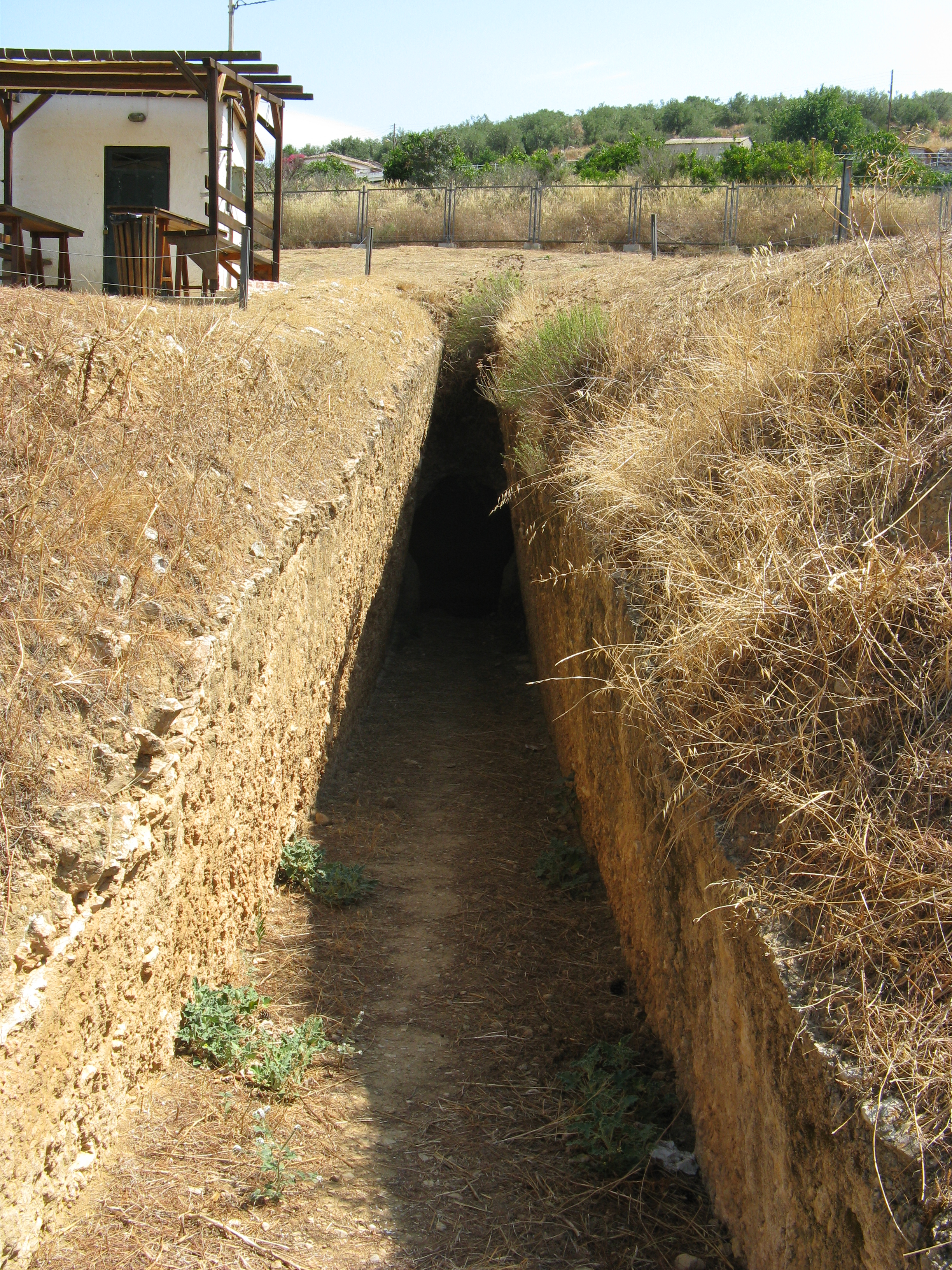
Una de les tombes de cambra de la necròpoli de Dendra

En excavacions posteriors (després dels intents parcialment reeixits de saquejar les tombes excavades) s'hi descobrí una única armadura de bronze d'època micènica, la panòplia de Dendra, actualment exposada en el museu arqueològic de la propera Nàuplia. Altres excavacions tragueren a la llum enterraments en túmuls de l'edat de bronze amb cavalls sacrificats.